# Chương động

Tự quay (lục), Tuế sai (lam), Chương động (đỏ)

Chương động là chuyển động không đều rất nhỏ trong trục tự quay của một hành tinh, vì các lực thủy triều sinh ra tuế sai của các điểm phân dao động theo thời gian, vì thế vận tốc của tuế sai không phải là một hằng số. Nó được phát hiện năm 1728 bởi nhà thiên văn người Anh James Bradley nhưng đã không được giải thích cho đến tận 20 năm sau đó.
Trong trường hợp Trái Đất, nguồn cơ bản của các lực thủy triều là Mặt Trời và Mặt Trăng, chúng liên tục thay đổi vị trí tương đối với nhau và vì thế sinh ra chương động trên trục của Trái Đất. Thành phần lớn nhất của chương động Trái Đất có chu kỳ 18,6 năm, giống như tuế sai của các nút quỹ đạo của Mặt Trăng. Tuy nhiên, còn có các thành phần khác cũng theo chu kỳ và có ảnh hưởng đáng kể cần phải được tính toán tới, phụ thuộc vào độ chính xác của kết quả cần tính. Phương trình toán học biểu diễn chương động được gọi là "thuyết chương động " (xem thêm  Lưu trữ ngày 2 tháng 12 năm 2005 tại Wayback Machine). Nói chung, lý thuyết vẫn chỉ là lý thuyết, nó áp dụng các định luật vật lý và các phép đo thiên văn; tuy nhiên, ở đây có các tham số cần được điều chỉnh theo các phương thức đặc biệt nhiều hay ít để đảm bảo phù hợp nhất với các dữ liệu. Như các công bố trong các ấn phẩm của IERS, ngày nay cơ học chất rắn thuần túy không đưa ra được các thuyết tốt nhất; người ta cần phải tính đến các biến dạng của Trái Đất.
Các giá trị của chương động thông thường được chia thành các thành phần song song và vuông góc với mặt phẳng quỹ đạo. Thành phần song song với mặt phẳng quỹ đạo được biết đến như là chương động trong kinh độ. Thành phần vuông góc với mặt phẳng quỹ đạo được biết đến như là chương động trong độ xiên. Các hệ tọa độ bầu trời dựa trên "xích đạo" và "điểm phân", điều này có nghĩa là vòng tròn lớn trên bầu trời là hình chiếu của xích đạo Trái Đất ra bên ngoài, và đường thẳng mà điểm xuân phân cắt vòng tròn này là điểm xác định vị trí bắt đầu để đo xích kinh. Các điều này bị ảnh hưởng bởi cả tuế sai của điểm phân và chương động, và do đó phụ thuộc vào các thuyết được áp dụng cho tuế sai và chương động, và vào ngày được sử dụng như là ngày tham chiếu cho hệ tọa độ. Trong các mục tiêu đơn giản nhất, các giá trị của chương động (và tuế sai) là quan trọng trong quan sát từ Trái Đất để tính toán vị trí biểu kiến của các thiên thể.
Vì động lực học các hành tinh là tương đối rõ ràng, chương động có thể được tính toán trong phạm vi giây cung theo chu kỳ vài chục năm. Ở đây cũng có một sự hỗn loạn khác trong chuyển động tự quay của Trái Đất, gọi là chuyển động cực mà chỉ có thể ước tính trước vài tháng, vì nó chịu ảnh hưởng của rất nhiều điều kiện biến đổi nhanh và không dự báo trước được như dòng hải lưu, hệ thống gió, cũng như các chuyển động của lõi Trái Đất.